# 12139 Томкоулінґ
12139 Томкоулінґ (12139 Tomcowling) — астероїд головного поясу, відкритий 24 вересня 1960 року.
Тіссеранів параметр щодо Юпітера — 3,567.